# Superior (Colorado)
Superior ist eine Town im Boulder und Jefferson County im US-Bundesstaat Colorado.
Sie hat 13.094 Einwohner (Stand 2020). Die Stadt befindet sich bei den geographischen Koordinaten 39,93° Nord, 105,16° West. Die Fläche der Stadt beträgt 100,3 km².